# Brique de Bath

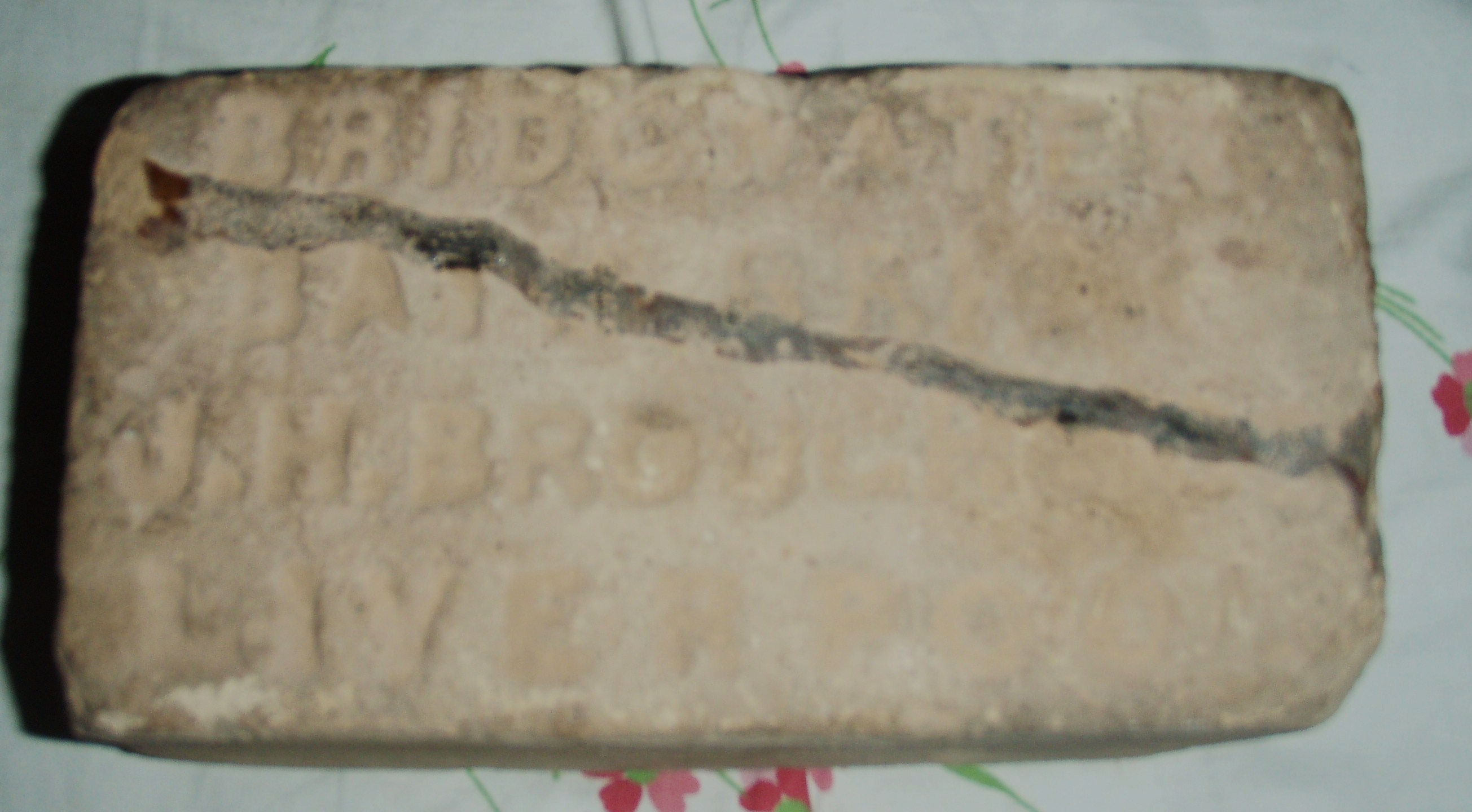
Brique de Bath retrouvée en Inde.

La brique de Bath, aussi appelée brique Flanders ou Patent Scouring, est un modèle d'éponge à récurer britannique breveté en 1823 par William Champion et John Browne pour le nettoyage et le polissage. 
Les briques de Bath étaient fabriquées par plusieurs entreprises dans la ville de Bridgwater, en Angleterre, à partir d'argile fine draguée dans le lit du fleuve Parrett, près de Dunball, dans le Somerset. La vase, collectée de chaque côté du Town Bridge, contenait des particules d'alumine et de dioxyde de silicium. Elle était rassemblée dans des lits de débris de briques laissés sous la pluie afin d'en évacuer le sel, puis versée dans un "pugging mill" actionné par un cheval afin d'être mélangée, avant d'être moulée dans des moules puis séchée. Les briques ainsi obtenues étaient alors emballées dans du papier puis entreposées dans des boîtes avant d'être vendues en Angleterre et dans tout l'empire britannique. À la fin du XIXe siècle, environ 24 millions de briques de Bath avaient été produites à Bridgwater, destinées au marché domestique et au marché international.
La brique de Bath, similaire en taille à une brique de construction ordinaire, pouvait servir à plusieurs usages. On pouvait râper la brique pour obtenir une poudre légèrement abrasive utilisable comme poudre à récurer sur les sols ou d'autres surfaces. Cette poudre pouvait aussi être mélangée à de l'eau afin de l'utiliser sur un tissu pour le polissage, ou bien comme une sorte de papier de verre. On pouvait aussi polir des ustensiles tels que des couteaux directement sur la surface d'une brique humidifiée.